# اس‌اس کارناتیک

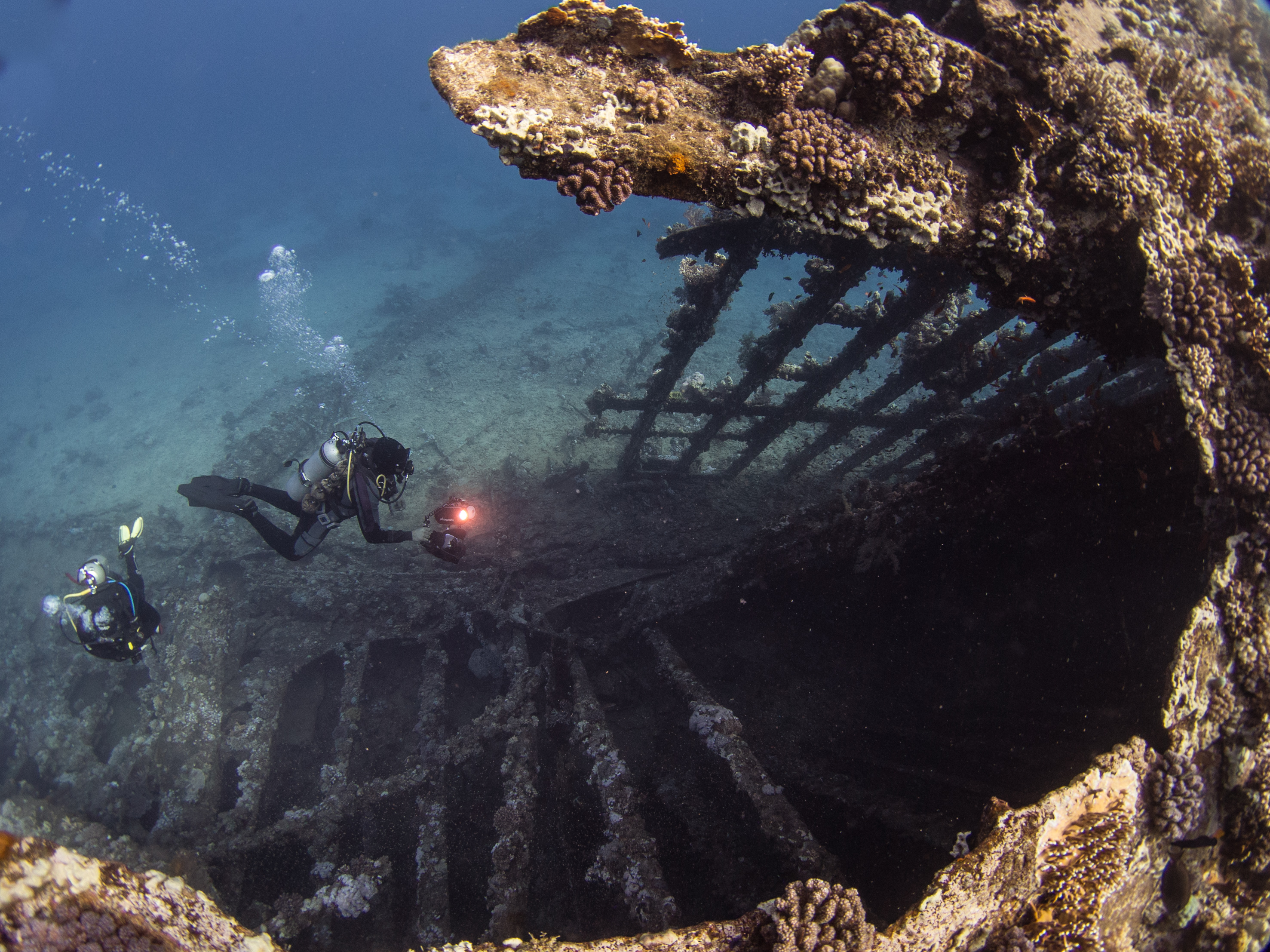
غواص‌ها در حین بازدید از بقایای کشتی شکستهٔ اس‌اس کارناتیک.

اس‌اس کارناتیک (به انگلیسی: SS Carnatic) یک کشتی بود که طول آن ۸۹٫۴ متر (۲۹۳ فوت ۴ اینچ) بود. این کشتی در سال ۱۸۶۲ ساخته شد.نام این کشتی در رمان دور دنیا در هشتاد روز برده شده و از هنگ کنگ به سمت یوکوهاما حرکت میکرد.